# Rhopalosilpha wasmanni
Rhopalosilpha wasmanni là một loài bọ cánh cứng trong họ Dermestidae. Loài này được Arrow miêu tả khoa học năm 1929.